# The Reader (film)
Pour plus de détails, voir Fiche technique et Distribution.
The Reader, ou Le Liseur au Québec, est un film dramatique américain de Stephen Daldry, sorti en 2008. Il est adapté du best-seller Der Vorleser (titre français Le Liseur) de l'auteur allemand Bernhard Schlink.
À sa sortie, le film reçoit un accueil mitigé, mais Kate Winslet, dont la prestation est plébiscitée par la critique, obtient de nombreux prix : Oscar, BAFTA, Golden Globe.

## Synopsis
En Allemagne de l'Ouest, à Neustadt[Laquelle ?] en 1958, Michael Berg, un lycéen de 15 ans, a une liaison d'un été avec Hanna Schmitz, une contrôleuse de tramway qui a plus du double de son âge. Elle lui demande de lui faire la lecture lors de chacune de leurs rencontres, et il lui lit des œuvres de genres variés, comme L'Odyssée, Guerre et Paix, Les Aventures de Huckleberry Finn, Tintin, L'Amant de lady Chatterley ou La Dame au petit chien. C'est son premier amour, leur relation physique est intense, Hanna ne livre rien d'elle-même. Lors d'une escapade de deux jours, dans une église, Hanna fond en larmes.
Après avoir appris sa promotion à un emploi de bureau, Hanna part sans prévenir Michael, qui est anéanti. Il ne la revoit qu'en 1966. Il est alors étudiant en droit et se destine à devenir avocat. L'un de ses professeurs l'emmène avec quelques camarades assister au procès d'anciennes gardiennes SS (Aufseherin) d'Auschwitz. Stupéfait, il découvre que l'une des accusées est Hanna, dont il ne savait plus rien.
Hanna semble assumer davantage ses actes que ses ex-collègues, elle défend son rôle de gardienne du maintien de l'ordre et on se rend compte alors de son absence totale d'empathie, notamment à l'égard des prisonnières du camp. Ses coaccusées la chargent afin d'alléger leurs propres responsabilités. Elles accusent Hanna d'avoir été le chef de leur groupe et l'instigatrice de leurs crimes, notamment de ne pas avoir libéré 300 prisonnières alors que l'église où elles étaient enfermées était en flammes à la suite d'un bombardement (lors d'une terrible marche de la mort), puis d'avoir rédigé le rapport à leurs supérieurs couvrant ces exactions. Hanna nie avoir écrit ce rapport.
Le juge voulant comparer les écritures du rapport et celle d'Hanna, lui demande alors d'écrire quelques mots. Hanna refuse et s'avoue coupable. Michael comprend le secret de Hanna : elle ne sait ni lire ni écrire et en a honte. C'est pour cette raison qu'elle s'est engagée dans la SS, pour échapper à une promotion comme employée de bureau chez Siemens, comme elle l'a fait après-guerre pour sa promotion dans le service de tramway. C'est aussi pour cette raison qu'Hanna ne peut avoir écrit le rapport de la SS démentant ainsi les accusations des autres accusées, et c'est pour cette même raison qu'elle demandait qu'on lui lise des livres, tant aux prisonnières du camp qu'à elle-même. Prisonnières dont elle choisissait ensuite celles qui devaient mourir « pour faire de la place » aux arrivantes. L'analphabétisme d'Hanna l'innocenterait de son rôle de rédactrice du rapport, et cette révélation pourrait alléger le verdict la concernant. Michael, après avoir hésité, comprend qu'Hanna veut garder son secret et choisit de ne rien dire. Hanna est condamnée à perpétuité, alors que les autres accusées ne sont condamnées qu'à quatre ans et trois mois de prison.
Faute de pouvoir se rendre à Auschwitz, Michael se rend en Alsace au camp de concentration de Natzweiler-Struthof, qu'il visite baraque par baraque, puis suit sa vie, à jamais marqué par ce drame. Il se marie, a une fille, devient avocat, divorce en 1976. Il reste renfermé et distant, y compris avec sa propre fille. À la suite du divorce, en déménageant, il retrouve les vieux livres qu'il lisait à Hanna, puis se met à enregistrer des cassettes de lecture de livres pour Hanna, et les lui envoie en prison.
Hanna, qui n'a ni famille, ni amis, ni aucun contact en dehors de la prison, est heureuse de ces cassettes dont elle a tout de suite reconnu le lecteur. Pour communiquer avec Michael, elle apprend seule à lire puis lui écrit plusieurs lettres, auxquelles Michael ne répond pas, envoyant seulement inlassablement des cassettes.
En 1988, Michael est contacté par une responsable de la prison qui l'informe qu'Hanna va être libérée après 20 ans de détention, et qu'il est son seul contact avec l'extérieur. Pour préparer la sortie d'Hanna, Michael va la voir en prison : que peuvent-ils se dire ? Elle élude les questions sur son passé. Il lui fournit des détails techniques concernant sa libération huit jours plus tard.
Mais le jour de sa libération, Hanna Schmitz se suicide dans sa cellule et laisse un testament par lequel elle charge Michael de remettre ses maigres économies à une rescapée de la marche de la mort dont Hanna fut l'une des gardiennes, témoin lors du procès de 1966. L'argent sera finalement affecté à une association juive de lutte contre l'analphabétisme.
C'est en 1995 seulement que Michael arrive à raconter son histoire à sa fille, sur la tombe d'Hanna, dans le cimetière de l'église où elle avait tant pleuré.

## Fiche technique
- Titre original et français : The Reader
- Titre québécois : Le Liseur
- Réalisation : Stephen Daldry
- Scénario : David Hare, d'après le roman éponyme en allemand (Der Vorleser) de Bernhard Schlink
- Production : Anthony Minghella, Sydney Pollack, Donna Gigliotti, Redmond Morris, Bob Weinstein (exécutif), Harvey Weinstein (exécutif)
- Société de production : The Weinstein Company, Mirage Enterprises (en), Neunte Babelsberg Film
- Société de distribution : The Weinstein Company (États-Unis), Senator Film (Allemagne), Bac Films (France)
- Musique originale : Nico Muhly
- Photographie : Roger Deakins, Chris Menges
- Montage : Claire Simpson
- Décors : Brigitte Broch, Christian M. Goldbeck (de)
- Costumes : Donna Maloney, Ann Roth
- Format : couleurs - 1,85:1 - Dolby Digital - 35 mm[2]
- Genre : drame
- Durée : 124 minutes
- Budget : 32 000 000 $
- Pays de production :  États-Unis,  Allemagne
- Lieu de tournage :  Allemagne et  Pologne[3]
- Langues originales : anglais, allemand, grec, latin
- Dates de sortie :
  - États-Unis : 10 décembre 2008
  - Allemagne : 6 février 2009
  - France : 15 juillet 2009

## Distribution
- Kate Winslet (VF : Anneliese Fromont et VQ : Valérie Gagné) : Hanna Schmitz
- Ralph Fiennes (VF : Bernard Gabay et VQ : Alain Zouvi) : Michael Berg
- David Kross (VF : Félicien Juttner et VQ : Hugolin Chevrette) : Michael Berg jeune
- Bruno Ganz (VF : Georges Claisse et VQ : Vincent Davy) : le professeur Rohl
- Alexandra Maria Lara : Ilana Mather jeune
- Lena Olin (VF : Anne Canovas et VQ : Claudine Chatel) : Rose Mather (la mère d'Ilana) et Ilana Mather âgée
- Volker Bruch (VQ : Philippe Martin) : Dieter Spenz
- Linda Bassett (VQ : Patricia Tuslane) : madame Brenner
- Burghart Klaußner (VQ : Pierre Auger) : le juge
- Karoline Herfurth (VF : Ludmila Ruoso) : Marthe, l'amie de Michael à l'université
- Hannah Herzsprung : Julia, la fille de Michael
- Susanne Lothar : Carla Berg, la mère de Michael
- Matthias Habich : Peter Berg, le père de Michael
- Florian Bertholomäi : Thomas Berg
- Alissa Wilms (de) : Emily Berg
- Jeanette Hain : Brigitte
- Claudia Michelsen : Gertrude
- Vijessna Ferkic : Sophie, l'amie de Michael au lycée
- Moritz Grove (de) : Hoger
- Benjamin Trinks : ami de Hoger
- Max Mauff	: Rudolf

Sources et légende : version française (VF) sur RS doublage. Version québécoise (VQ) sur Doublage Québec

## Production
Oscarisée grâce à The Hours, un autre film de Stephen Daldry, Nicole Kidman fut un temps pressentie pour le rôle d'Hanna Schmitz. Cependant, à la suite de sa grossesse, le rôle revint finalement à Kate Winslet.
Des scènes ont été tournées à Görlitz (Allemagne) et sur la ligne de tramway de Bad Schandau.  
À Görlitz, au début du film, lorsque Michael descend du tramway, il se trouve devant le 27, Grüner Graben ; l'immeuble où Hanna habite se situe au 18, Landeskronstraße et la rue où Hanna raccompagne Michael quand il est malade, se nomme Bergstraße (comme le nom de famille de Michael Berg). 
La petite église, que Hanna et Michael visitent lors de leur escapade à vélo, se situe à Sněžná à proximité de Krásná Lípa (église Notre-Dame des Neiges (cs)), en Tchéquie.

## Réception
Le film a rapporté 108 709 522 $ au niveau mondial, pour un budget initial de 32 000 000 $, sans compter les bénéfices liés aux ventes de DVD.
En regard du box-office, le film reçut un accueil mitigé. Noté en moyenne 3 sur 5 par 22 critiques presse selon Allociné et 3,8 sur 5 par les spectateurs, il est noté à 62 % sur le site Rotten Tomatoes.
Manohla Dargis, dans The New York Times a critiqué le film sur la structure en flashbacks du film, et sur sa tendance à traiter de sujets graves et terribles artistiquement.
Enfin, deux critiques « pour » et « contre » ont été publiées dans Télérama :

« Pour : Que pèse la connaissance charnelle que l'on a d'une personne en regard des actes qu'elle a commis ? Comment s'accommoder d'avoir aimé un monstre ? Jamais manichéen, d'une sobriété infaillible, le film s'abstient de toute réponse : implacablement, ces questions minées nous sautent à la figure. »
« Contre : C'est un film hollywoodien. Tourné en anglais, alors que l'allemand eût été essentiel. [...] Ici, c'est l'absence de regard qui glace : aucune aspérité, mais du sentimentalisme. Aucune audace, rien que de la joliesse gnangnan. Hollywood a toujours su aseptiser l'horreur : la preuve. »

— Juliette Bénabent et Pierre Murat, Télérama, 18 juillet 2009.

## Bande originale
La musique originale a été composée par Nico Muhly :
1. The Egg – 1:06
2. Spying – 2:27
3. The First Bath – 2:50
4. It's Not Just About You – 1:29
5. Tram At Dawn – 1:05
6. You Don't Matter – 2:41
7. Reading – 1:51
8. Cycling Holiday – 1:40
9. Sophie/The Lady With The Little Dog – 3:00
10. Go Back To Your Friends – 5:21
11. Not What I Expected – 1:28
12. Handwriting – 2:19
13. The Failed Visit – 4:59
14. Verdict – 1:35
15. Mail – 3:38
16. Letters – 2:38
17. I Have No One Else To Ask – 3:42
18. Piles Of Books – 2:13
19. Who Was She? – 6:48

## Distinctions

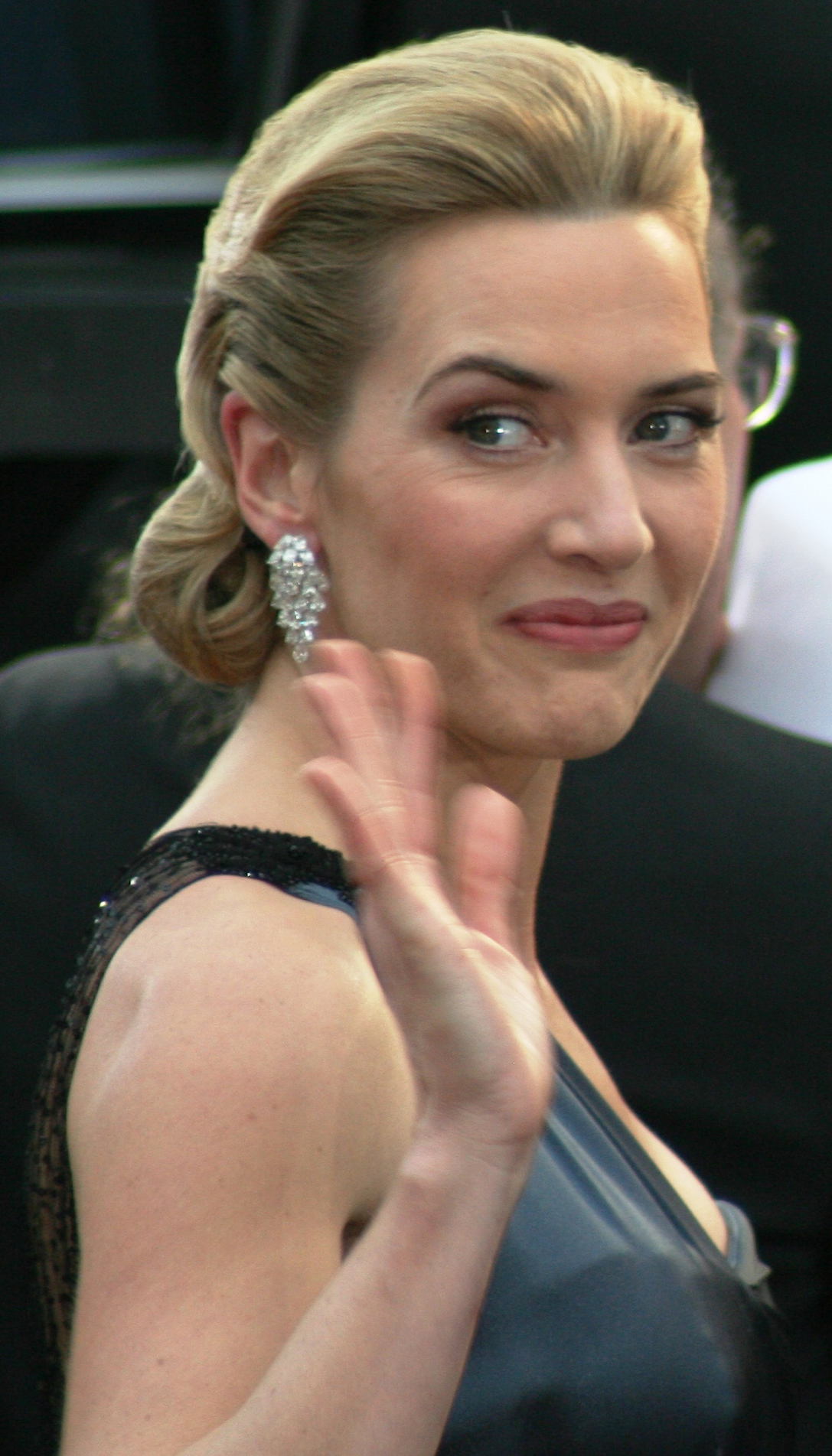
L'actrice principale Kate Winslet à la 81e cérémonie des Oscars, en février 2009, à Los Angeles, où elle décroche l'Oscar de la meilleure actrice.

### Récompenses
- Oscars 2009
  - Oscar de la meilleure actrice : Kate Winslet
- Golden Globe 2009
  - Golden Globe de la meilleure actrice dans un second rôle : Kate Winslet
- BAFTA Awards 2009
  - BAFTA de la meilleure actrice : Kate Winslet

### Nominations
- Oscars 2009
  - Oscar du meilleur film
  - Oscar du meilleur réalisateur : Stephen Daldry
  - Oscar du meilleur scénario adapté : David Hare
  - Oscar de la meilleure photographie : Roger Deakins et Chris Menges
- Golden Globe 2009
  - Golden Globe du meilleur film dramatique
  - Golden Globe du meilleur réalisateur : Stephen Daldry
  - Golden Globe du meilleur scénario : David Hare
- BAFTA Awards 2009
  - BAFTA du meilleur film
  - BAFTA du meilleur réalisateur : Stephen Daldry
  - BAFTA du meilleur scénario adapté : David Hare
  - BAFTA de la meilleure photographie : Roger Deakins et Chris Menges